# Katsunori Ueebisu
Katsunori Ueebisu (上夷 克典 Ueebisu Katsunori?), född 5 april 1996 i Kagoshima prefektur, är en japansk fotbollsspelare.
Ueebisu började sin karriär 2019 i Kyoto Sanga FC.